# Euchorthippus unicolor
Euchorthippus unicolor är en insektsart som först beskrevs av Ikonnikov 1913.  Euchorthippus unicolor ingår i släktet Euchorthippus och familjen gräshoppor. Inga underarter finns listade i Catalogue of Life.